# Floridsdorfer AC
Der Floridsdorfer Athletiksport-Club (FAC) ist ein Fußballverein aus dem 21. Wiener Gemeindebezirk Floridsdorf. Der österreichische Fußballmeister von 1918 spielt seit der Saison 2014/15 in der 2. Liga. Seine Vereinsfarben sind blau-weiß. Die Profifußballabteilung ist in die FAC Wien GmbH ausgegliedert, deren einziger Gesellschafter der Verein ist.

## Geschichte

### Gründung und der Gewinn der Meisterschaft von 1918
Der Floridsdorfer AC wurde im August 1904 gegründet und als 20. Verein in den Wiener Verband aufgenommen. Die Spiele wurden zunächst auf dem Birnerplatz ausgetragen. Bereits am 14. Oktober 1906 wurde ein neuer Platz an der Nordbahnbrücke mit einem Spiel gegen den SK Slovan Wien vor 1000 Zuschauern eröffnet. Den alten Platz übernahm der SC Hakoah Wien. Die Mannschaft war noch unausgeglichen, verlor ihre Spiele zu Beginn meist hoch. In der neu eingeführten österreichischen Meisterschaft, die sich zunächst auf Wiener Teams beschränkte, erreichte FAC in der ersten Saison 1911/12 den 7. Platz. Auch in den Folgejahren waren die Floridsdorfer meist in der unteren Tabellenhälfte zu finden.
Der Aufstieg des Floridsdorfer AC begann schließlich zur Zeit des Ersten Weltkrieges. Im Jahre 1915 gewann man durch ein 3:1 im Entscheidungsspiel gegen den SK Admira Wien erstmals den österreichischen Cup, dieser Erfolg wird jedoch nicht offiziell anerkannt. Sowohl 1916 als 1917 erreichte man den Vizemeistertitel und musste sich nur der Rapid Wien mit jeweils zwei Punkten geschlagen geben. In der Saison 1917/18 konnte der Floridsdorfer AC jedoch das Bild umdrehen. Man wurde, dank eines besseren Torverhältnisses, zum ersten aber auch zum bisher letzten Male, österreichischer Fußballmeister vor der punktgleichen Rapid. Dem Floridsdorfer AC gelang sogar der Gewinn des Doubles. Im Finalspiel des Cups setzten sich die Floridsdorfer mit 4:3 gegen den Wiener Amateur-Sportverein durch. Das Spiel hätte jedoch bereits eine Woche zuvor stattfinden sollen, beide Mannschaften einigten sich, ohne die Zustimmung des Verbandes einzuholen, darauf, das Match aufgrund des starken Regens zu verschieben. Der Österreichische Fußballverband schloss dadurch bereits im Vorfeld die Anerkennung des Spiels als Pokalfinalspiel aus und verweigerte dem Sieger auch die Übergabe des Pokals.

### Zwischenkriegszeit und Zweiter Weltkrieg
Nach dem Ersten Weltkrieg konnte der Floridsdorfer AC nicht mehr an die früheren Erfolge anschließen. Vor allem Verletzungen plagten den Verein, der sich nach einigen mittelmäßigen Saisonen 1923 sich schließlich auf einem Abstiegsplatz wieder fand. Dieser Abstieg war jedoch etwas unglücklich. Die Anzahl der Klubs in der ersten Liga wurde von 13 auf 12 herabgesenkt, sodass nun auch der Elfte – in diesem Fall der Floridsdorfer AC – in die zweite Klasse absteigen musste. Zudem kam, dass der Verein Protest gegen die Wertung des zehnten der Tabelle, Wiener AF, einlegte, da dieser in mehreren Spielen gesperrte Spieler unrechtmäßig eingesetzt hatte. Der Floridsdorfer AC bekam zwar Recht, zu diesem Zeitpunkt spielte er jedoch bereits längst in der 2. Klasse. Als schwachen Trost durfte sich der Verein trotzdem „erstklassig“ nennen.
In der 2. Klasse Nord wurden die Floridsdorfer zunächst mit einem Punkt Rückstand auf den Wiener AC Vizemeister, ein Jahr später, 1925, bereits Meister und kehrten wieder in die Wiener Liga zurück. In den Folgejahren hielt man sich zwar erfolgreich in der höchsten österreichischen Spielklasse, kam jedoch nie über den fünften Platz in der Tabelle hinaus. Im Jahre 1933 übernahm der Floridsdorfer AC den alten Platz der Admira in der Deublergasse. Der größte Erfolg in dieser Periode war die Teilnahme am internationalen Mitropacup, dem Vorläufer des Europacups, wo man jedoch bereits in der ersten Runde mit einem Gesamtscore von 1:10 gegen Ferencváros Budapest ausschied. In der Spielsaison 1938 erreichte der Floridsdorfer AC nur den 8. Platz und musste absteigen, da durch die Einführung einer gesamtösterreichischen Liga in diesem Jahr, gleich vier Wiener Vereine zugunsten der neuen Klubs aus den Bundesländern absteigen mussten.

### Kampf um den Verbleib in der Ersten Liga
Zur Zeit des Zweiten Weltkrieges gewann der Floridsdorfer AC jedoch wieder an Stärke. Durch eine Fusion mit dem Bezirksrivalen SV Amateure Fiat Wien stieg der Verein 1940 wieder in die höchste österreichische Spielklasse, die damalige Gauliga Ostmark, auf. Zudem bestand von 1940 bis 1945 eine kriegsbedingte Spielgemeinschaft mit dem FC Stadlau. Hier spielte der Verein wieder um den Titel mit und wurde 1943/44 sogar Vizemeister hinter der Vienna. Nach dem Ende des Zweiten Weltkrieges spielten die Floridsdorfer fast zehn Jahre lang gegen den Abstieg. Der Verein musste gute Spieler, wie Robert Dienst, der später 307 Tore in der Meisterschaft für Rapid erzielen sollte, ziehen lassen. 1954 wurde man schließlich klar Letzter der Staatsliga A und stieg in die Staatsliga B ab. Zunächst verpasste man den Wiederaufstieg relativ knapp mit dem vierten Platz, in der nächsten Saison stieg der Floridsdorfer AC jedoch sogar aus der Staatsliga B ab.

### Abstieg und viele Fusionen
Nachdem die Floridsdorfer 1959 Meister der drittklassigen Wiener Stadtliga geworden waren, stiegen sie 1960 als Tabellenletzter direkt wieder ab. Im Jahre 1966 fand der Verein am alten Admira-Platz in der Hopfengasse ein neues Zuhause, größere sportliche Erfolge stellten sich jedoch nicht ein. 1967 spielte der Verein zum letzten Mal in einer zweitklassigen Liga mit, blieb jedoch ohne Chance. Man verblieb in den 1970er Jahren in der drittklassigen Regionalliga. 1980 verpasste man nur aufgrund der schlechteren Tordifferenz gegenüber dem SC Neusiedl am See den Meistertitel und den Aufstieg in die 2. Division der Bundesliga. Zwischenzeitlich musste der Floridsdorfer AC sogar den Abstieg in die Viertklassigkeit hinnehmen.
1990 fusionierte der Verein mit dem SV Groß Viktoria zum FAC Viktoria Wien und stieg in der Saison 1996/97 mit dem Meistertitel der Wiener Stadtliga in die Regionalliga Ost auf. Nach dem Titelgewinn kam es im Sommer 1997 zur Lösung der Fusion mit Viktoria. In drei aufeinander folgenden Saisonen (2001 bis 2003) wurde der Floridsdorfer AC Vizemeister der Regionalliga Ost. 2004 kam schließlich der Abstieg in die Wiener Stadtliga und die Fusion mit dem FK Old Formation-RAG Feibra (gegründet 1985). In der Saison 2006/07 spielte der Verein als FAC-OFR in der Wiener Stadtliga.
Am 18. Juni 2007 beschloss der Klub, ab der Spielzeit 2007/08 eine Fusion mit dem PSV Team für Wien einzugehen. Seitdem trat der Verein unter dem Namen FAC Team für Wien auf. 2014 wurde der Namensbestandteil Team für Wien aus dem Vereinsnamen gestrichen.

### Aufstieg und aktuelle Situation
Nach der Fusion wurde in der Saison 2007/08 der Aufstieg in die Erste Liga als Zweiter nur knapp verpasst. In der Spielzeit 2008/09 belegte der Klub den neunten Platz. Im Jahre 2014 wurde der FAC Meister der Regionalliga Ost und spielte in der Relegation gegen SV Austria Salzburg, den Meister der Regionalliga West, um den Aufstieg in die Erste Liga, und setzte sich dabei auswärts überraschend klar mit 3:0 durch, nachdem man sich im Heimspiel mit 2:2 getrennt hatte. Damit kehrte der  FAC  unter Trainer Hans Kleer nach 47 Jahren wieder in die zweitklassige Profiliga in Österreich zurück. Die Saison 2014/15 verlief durchwachsen und der Verein befand sich die gesamte Saison über am hinteren Tabellenende. Im April 2015 trennte sich der FAC schließlich von Trainer Kleer, der durch Peter Pacult ersetzt wurde. Dieser schaffte knapp den Klassenerhalt, musste aber im September 2015 nach einem katastrophalen Saisonstart in der Saison 2015/16 mit 10 Niederlagen in den ersten 10 Saisonspielen und dem Cup-Aus gegen Landesligisten FC Lankowitz gehen. Er wurde interimistisch durch Thomas Flögel ersetzt. Ihm folgte Jürgen Halper, der seit September 2011 als Nachwuchstrainer beim FAC tätig war. Zum Saisonende belegte der FAC abgeschlagen mit nur 17 Punkten aus 36 Spielen den letzten Platz und wäre damit als Fixabsteiger festgestanden. Da jedoch der Ligakonkurrent SV Austria Salzburg aufgrund finanzieller Probleme in die Regionalliga absteigen musste und auch der Absteiger aus der Bundesliga (SV Grödig) keine Lizenz für den Profibetrieb beantragt hatte, konnte der FAC auch in der Saison 2016/17 der Ersten Liga verbleiben. Zur Saison 2017/18 übernahm Thomas Eidler, als neuer Cheftrainer, die Mannschaft des FAC Wien. Trotz eines schwachen Saisonstarts überwinterte die Mannschaft mit einem Fünf-Punkte-Vorsprung auf den Tabellenletzten FC Blau-Weiß Linz. Kurz nach Beginn der Frühjahres-Saison gab Thomas Eidler seinen Rücktritt bekannt, um eine Funktion beim ÖFB zu übernehmen. Mario Handl, Trainer der FAC-Amateure und Co-Trainer der Kampfmannschaft, übernahm in der Folge bis zum Saisonende. Höhepunkt einer guten Rückrunde war der 2:0-Auswärtssieg beim FC Wacker Innsbruck am letzten Spieltag. Es war der erste Sieg einer FAC-Mannschaft am Tiroler Tivoli in der Vereinsgeschichte, der dem FAC am Ende der Saison den neunten Platz bescherte. Aufgrund der Ligareform wäre ein Abstieg in der Saison 2017/18 allerdings ohnehin nicht möglich gewesen. Noch vor Saisonende präsentierte der FAC mit Oliver Oberhammer den neuen Cheftrainer für die Saison 2018/19. Nach einem Trainerwechsel in der Winterpause 2018/19 fungierte Andreas Heraf als Cheftrainer des FAC Wien, jedoch kam es bereits im Mai 2019 zu einer einvernehmlichen Trennung zwischen dem Wiener und dem FAC. Nach wenigen Spielen als Interimstrainer, in denen der zehnte Tabellenplatz in der neuen Sechzehner-Liga fixiert werden konnte, wurde Mario Handl als Cheftrainer für die Saison 2019/20 bestätigt. Als sein Co-Trainer stand ihm seit Saisonbeginn 2019/20 Alexandar Gizow zur Verfügung, der gleichzeitig auch als Cheftrainer der FAC-Amateure fungierte. Im Mai 2020 trennte sich der FAC einvernehmlich von Trainer Mario Handl. Kurzfristig wird die Mannschaft von einem interimistischen Trainer-Duo, bestehend aus dem bisherigen Co-Trainer Alexandar Gizow und Manager Sport Lukas Fischer, geleitet. Als neuen Cheftrainer präsentiert der Floridsdorfer AC im August 2020 Miron Muslić, Nachwuchstrainer der SV Ried, welcher die Floridsdorfer in 16 Spielen an der Seitenlinie betreute. Muslić holte in dieser Zeit 23 Zähler und stieß mit dem Zweitligisten ins Achtelfinale des ÖFB-Cups vor. Im Jänner 2021 kehrt Muslić auf eigenen Wunsch als Trainer der Kampfmannschaft zur SV Ried zurück. Im Februar 2021 wird der Vorarlberger Roman Ellensohn als neuer Coach der Wiener vorgestellt. Neben Cheftrainer Roman Ellensohn bilden der bisherige Co-Trainer Alexandar Gizow und der ehemalige Profi des SK Sturm Graz Mitja Mörec das Trainergespann. Nach ausbleibenden Erfolgen gibt der FAC am 16. April 2021 die Trennung von Roman Ellensohn bekannt. Das bisherige Co-Trainer Duo Mitja Mörec und Aleksandar Gitsov übernahm interimistisch die Cheftrainer Position. Nach einem erfolgreichen Saisonfinish, mit dem neunten Tabellenrang als Resultat, wurde dem Trainerduo mit Mörec als Cheftrainer und Gitsow als gleichgestelltem Co-Trainer auch das Vertrauen für die folgende Saison 2021/22 ausgesprochen. Zudem wurde mit Gerald Linshalm ein zweiter Co-Trainer installiert. Nach einem erfolgreichen Saisonabschluss 2020/21 blieb das Duo dem Verein auch die kommende Spielzeit erhalten. Mit dem Trainergespann erzielte der Floridsdorfer AC in der Saison 2021/22 das beste Ergebnis in seiner Zweitliga-Historie. Im ÖFB-Cup scheiterte man erst im Viertelfinale am Bundesligisten Wolfsberger AC nach Verlängerung. Die 2. Liga schlossen die Floridsdorfer als Vizemeister mit 65 Punkten ab. Lediglich fünf Punkte fehlten auf Meister Austria Lustenau für die Rückkehr in die Bundesliga. Im Sommer 2022 verkündete der Floridsdorfer AC eine Spielgemeinschaft mit dem Floridsdorfer Frauenfußballverein USC Landhaus. Seit der Saison 2022/23 ist der FAC somit auch im Frauenfußball als SG FAC – USC Landhaus in der 2. Frauen-Bundesliga vertreten.

## Kampfmannschaft

### Trainerteam
Stand: 28. Juli 2025
| Funktion       | Name                | Geburtsdatum | Nationalität | beim Verein seit | letzter Verein                   |
| -------------- | ------------------- | ------------ | ------------ | ---------------- | -------------------------------- |
| Trainer        | Sinan Bytyqi        | 15.01.1995   | Kosovo       | 07/2025          | Co-Trainer Shenzhen Peng City FC |
| Co-Trainer     | Mario Sonnleitner   | 08.10.1986   | Osterreich   | 07/2025          | Interimstrainer                  |
| Co-Trainer     | Christoph Beindling | 02.07.1992   | Osterreich   | 07/2023          | Floridsdorfer AC II              |
| Co-Trainer     | Peter Weingartmann  | 17.08.1976   | Osterreich   | 01/2025          | Floridsdorfer AC II              |
| Torwarttrainer | Lukas Klinger       | 08.07.1992   | Osterreich   | 01/2020          | SK Rapid Wien Jugend             |

### Aktueller Kader

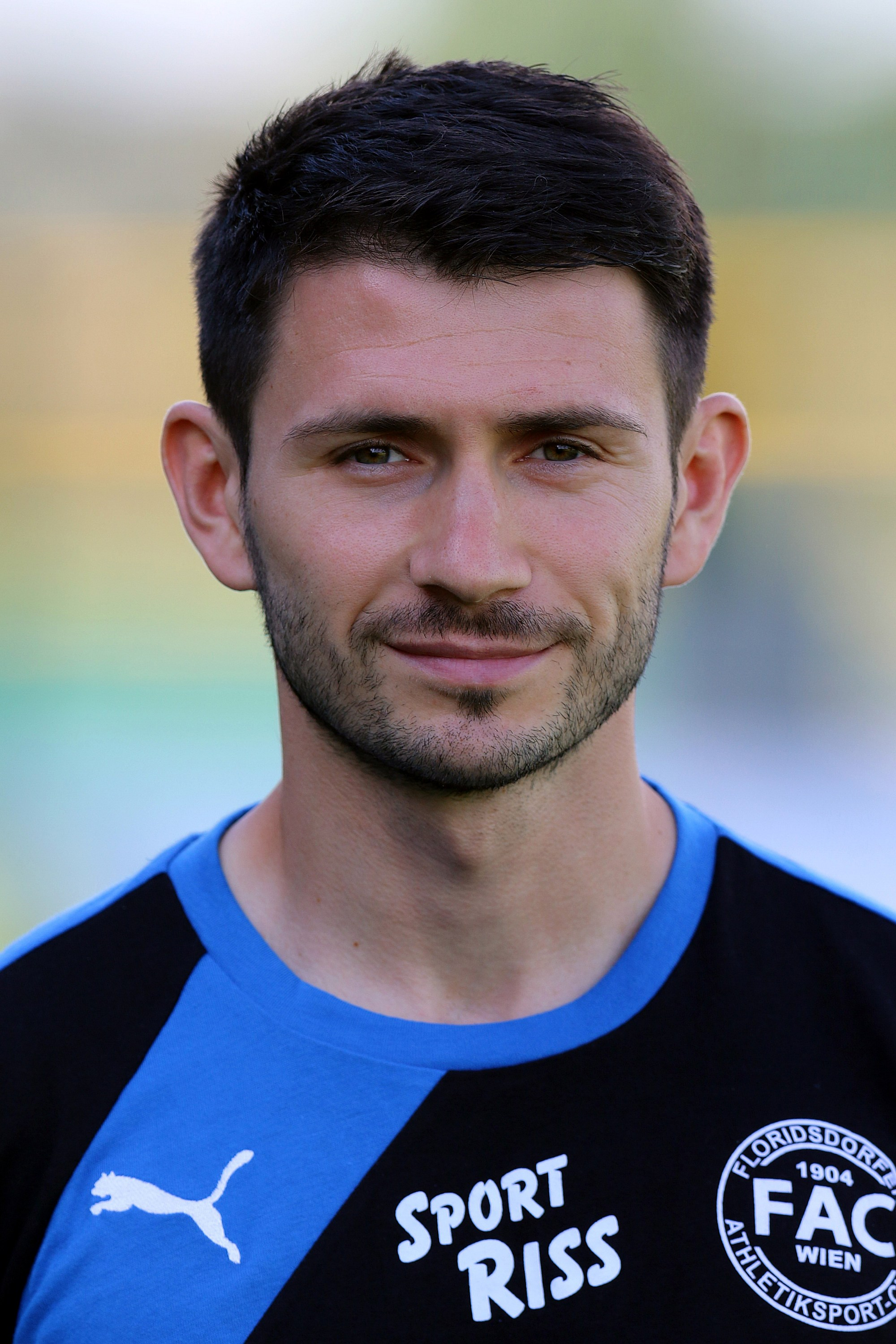
Mirnes Becirovic

Stand: 30. Juli 2025
| Rücken- nummer | Name                   | Geburtsdatum | Nationalität | beim Verein seit | letzter Verein                              |
| Torhüter       | Torhüter               | Torhüter     | Torhüter     | Torhüter         | Torhüter                                    |
| -------------- | ---------------------- | ------------ | ------------ | ---------------- | ------------------------------------------- |
| 01             | Juri Kirchmayr         | 12.11.2005   | Osterreich   | 07/2025          | Grazer AK (Leihe)                           |
| 33             | Philipp Bauer          | 20.08.2006   | Osterreich   | 07/2025          | ASV Salzburg                                |
| 41             | Florian Bachmann       | 19.09.2007   | Osterreich   | 07/2024          | AKA Burgenland                              |
| Verteidigung   |                        |              |              |                  |                                             |
| 04             | Josef Taieb            | 06.08.2005   | Osterreich   | 07/2023          | SK Austria Klagenfurt II                    |
| 05             | Simon Filipovic        | 05.01.2004   | Osterreich   | 07/2025          | Kapfenberger SV                             |
| 19             | Mirnes Becirovic       | 10.01.1989   | Osterreich   | 07/2016          | SK Austria Klagenfurt                       |
| 24             | Marco Untergrabner     | 02.11.2001   | Osterreich   | 07/2025          | SV Ried                                     |
| 30             | Edin Husković          | 23.01.2006   | Osterreich   | 07/2025          | First Vienna FC                             |
| 35             | Senol Hasanoski        | 03.03.2005   | Osterreich   | 07/2025          | Floridsdorfer AC II                         |
| Mittelfeld     |                        |              |              |                  |                                             |
| 06             | Noah Bitsche           | 29.01.2003   | Osterreich   | 07/2024          | FC Dornbirn 1913                            |
| 10             | Lan Piskule            | 22.01.1999   | Slowenien    | 07/2025          | NK Triglav Kranj                            |
| 13             | Flavio                 | 16.12.1995   | Kap Verde    | 09/2020          | SV Ried                                     |
| 14             | René Maschler          | 05.01.2005   | Osterreich   | 07/2025          | SV Gloggnitz                                |
| 17             | Moritz Neumann         | 25.02.2005   | Osterreich   | 07/2024          | FC Liefering                                |
| 18             | Marcus Maier           | 18.12.1995   | Osterreich   | 01/2022          | vereinslos (zuvor FC Admira Wacker Mödling) |
| 20             | Niklas Schneider       | 02.05.2004   | Osterreich   | 07/2025          | FCM Traiskirchen                            |
| 36             | Armin Domuzeti         | 14.09.2006   | Osterreich   | 07/2025          | Floridsdorfer AC II                         |
| 37             | Ernad Kupinic          | 15.07.2006   | Osterreich   | 07/2023          | Floridsdorfer AC II                         |
| 38             | Zareh Kaynak           | 27.08.2008   | Osterreich   | 10/2024          | Floridsdorfer AC II                         |
| 47             | Evan Eghosa Aisowieren | 05.08.2005   | Osterreich   | 07/2024          | Coventry City                               |
| Angriff        |                        |              |              |                  |                                             |
| 07             | Anthony Schmid         | 18.01.1999   | Osterreich   | 09/2024          | Swift Hesperingen                           |
| 11             | Tobias Lerchbacher     | 23.03.2007   | Osterreich   | 07/2025          | FC Liefering                                |
| 22             | Lukas Gabbichler       | 12.05.1998   | Osterreich   | 07/2024          | SC Weiz                                     |
| 34             | Joel Richards          | 07.01.2004   | Osterreich   | 05/2025          | Floridsdorfer AC II                         |

### Transfers
Stand: 24. Juli 2025
| Zugänge: | Abgänge: |
| Sommer 2025 | Sommer 2025 |
| --- | --- |
| - Philipp Bauer (ASV Salzburg) - Simon Filipovic (Kapfenberger SV) - Edin Husković (First Vienna FC) - Juri Kirchmayr (Grazer AK, Leihe) - Tobias Lerchbacher (FC Liefering) - René Maschler (SV Gloggnitz) - Lan Piskule (NK Triglav Kranj) - Niklas Schneider (FCM Traiskirchen) - Marco Untergrabner (SV Ried) | - Can Beliktay (SV Horn) - Christian Bubalović (SC-ESV Parndorf 1919) - Yannic Fötschl (SV Austria Salzburg) - Jakob Odehnal (União Leiria) - Patrick Puchegger (Wiener Sport-Club) - Miloš Spasić (SV Stripfing) - Manuel Thurnwald (FC Hertha Wels) - Benjamin Wallquist (SV Wienerfeld) - Paolino Bertaccini (vereinslos) - Peter Haring (vereinslos) - Christopher Kröhn (vereinslos) - Ante Kuliš (vereinslos) - Christian Schoissengeyr (vereinslos) - Efekan Karayazi (Fenerbahçe Istanbul, Leih-Ende) - Almer Softic (SK Rapid Wien II, Leih-Ende) - Oliver Strunz (SK Rapid Wien, Leih-Ende) |

## Stadion

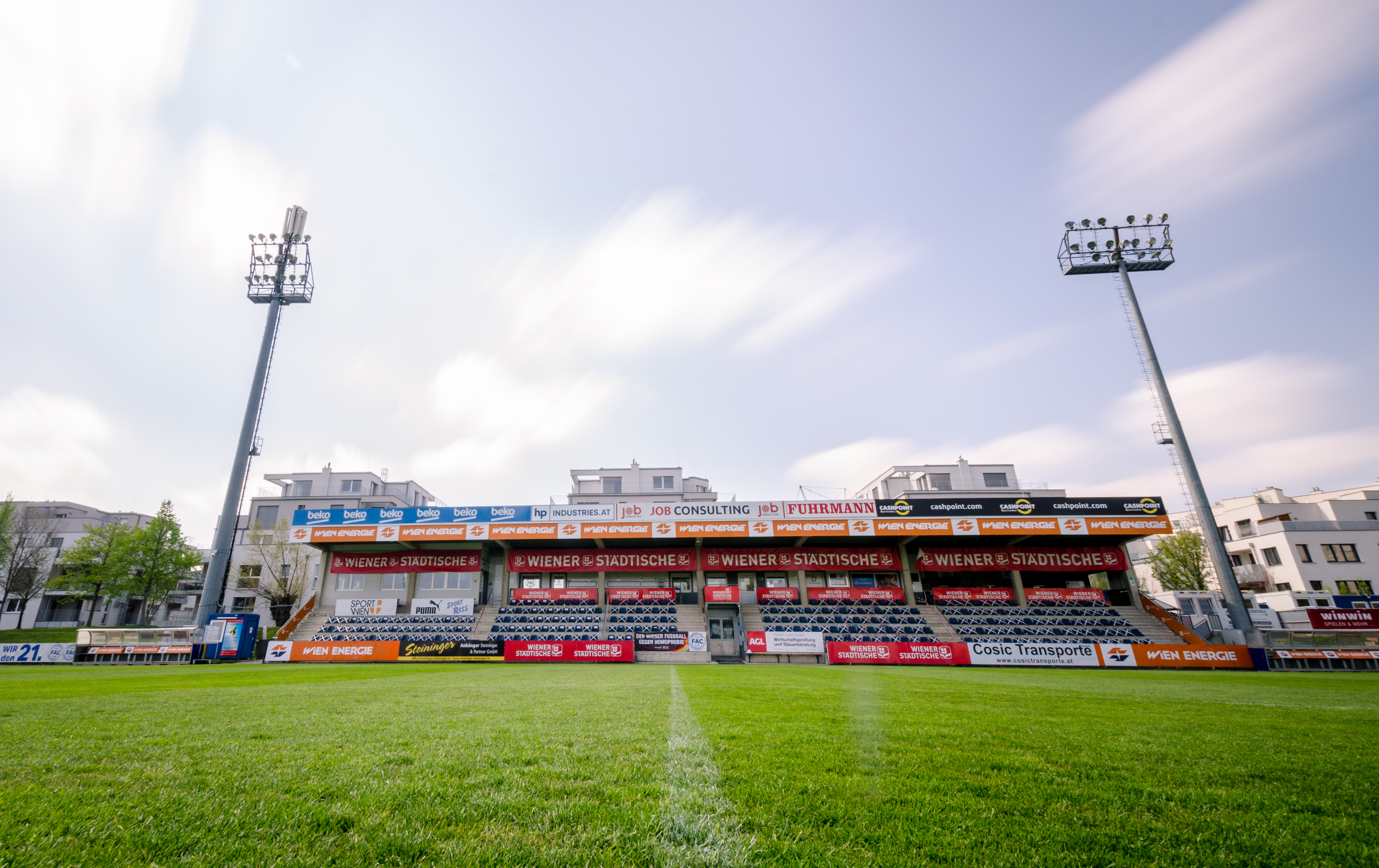
Heimstätte des FAC (2021)

Die ersten Jahre nach der Gründung 1904 bestritt der FAC seine Partien auf Wiesen rund um ein als Iserfell bezeichnetes Gebiet am Mühlschüttel. Das Areal lag im Bezirksteil Donaufeld.
Ab 1907 bekam der FAC mit dem „Birner“-Platz die erste richtige Heimstätte. Dieser wurde am 7. Oktober 1907 eröffnet und diente zwei Jahre lang als Heimat. Dieser Platz wurde nach dem Auszug des FAC von den jüdischen Vereinen SC Liverpool Wien (bis 1911) und später dem SC Hakoah Wien übernommen, ehe die letzteren 1922 in die Krieau zogen.
Von 1909 bis 1928 spielte der FAC am eigenen Platz an der Nordbahnbrücke. Das Eröffnungsspiel fand am 9. Mai 1909 gegen die Vienna statt, die letzte Partie am 7. Oktober 1928. Hier feierte der FAC mit dem Gewinn der Meisterschaft 1917/18 den größten Erfolg der Vereinsgeschichte. Nachdem die Stadt Wien den Vertrag kündigte, wurde der FAC einige Jahre heimatlos. Der FAC bestritt in dieser Zeit seine Partien als Nomadenverein auf diversen Plätzen in Wien, etwa auf der Hohen Warte, dem WAC-Platz, dem Praterstadion, dem Wiener Sport-Club Platz, der Pfarrwiese, dem BAC-Platz, dem Amateureplatz in Ober St. Veit oder dem Hakoahplatz. An Ort und Stelle des damaligen FAC-Platzes wurde ab 1929 der Paul-Speiser-Hof errichtet.
Nachdem die Admira 1933 den Platz von Viktoria XXI in der Hopfengasse übernahm und ausbaute wurde der bisherige Admiraplatz (Ecke Deublergasse/Jubiläumsgasse (welche später in Galvanigasse umbenannt wurde)) frei und der FAC übernahm diesen. Bis in die 1960er Jahre war dieser die Heimstätte des FAC, nach dessen Auszug wurde auf dem Areal die Pfarrkirche Gartenstadt errichtet.
1966 übernahm der Floridsdorfer AC erneut einen Sportplatz der Admira, den heutigen FAC-Platz (ehemals Leopold-Stroh-Anlage sowie Job Consulting Arena) in der Hopfengasse, da der achtmalige österreichische Fußballmeister SK Admira Wien in die Südstadt zog. Heute fasst das Stadion in etwa 3000 Zuschauer.

## Jugend
Die Jugend des FAC spielt momentan in der WFV-Liga. Das ist die höchste Spielklasse im Wiener Nachwuchsfußball. Man verfügt über folgende Mannschaften: U7, U8, U9, U10, U11, U12, U13, U14, U15, U16, U18. Zudem spielen die FAC Wien Amateure seit der Saison 2018/19 in der 2. Wiener Landesliga (fünfthöchste Spielklasse Österreichs).

## Erfolge
- 1 × Österreichischer Meister: 1918
- 3 × Österreichischer Vizemeister 1916, 1917, 1944.
- 3 × Wiener Cup: 1907, 1915, 1918
- 1 × Meister II. Liga (2): 1925.

## Trainer ab 1995
| von        | bis        | Trainer             | Liga                       |
| ---------- | ---------- | ------------------- | -------------------------- |
| 01.07.1992 | 30.06.1995 | Gustav Thaler       | Regionalliga Ost           |
| 01.07.1995 | 31.10.1995 | Walter Dannhauser   | Regionalliga Ost           |
| 01.11.1995 | 13.12.1995 | Friedrich Täubler   | Regionalliga Ost           |
| 14.12.1995 | 30.06.1996 | Helmut Senekowitsch | Regionalliga Ost           |
| 01.07.1996 | 19.09.1997 | Gustav Thaler       | Regionalliga Ost           |
| 20.09.1997 | 30.06.2000 | Christian Keglevits | Regionalliga Ost           |
| 01.07.2000 | 02.05.2001 | Erich Obermayer     | Regionalliga Ost           |
| 03.05.2001 | 30.06.2001 | Andreas Reisinger   | Regionalliga Ost           |
| 01.07.2001 | 12.04.2004 | Rudolf Eggenberger  | Regionalliga Ost           |
| 13.04.2004 | 30.06.2004 | Peter Flicker       | Regionalliga Ost           |
| 01.07.2004 | 31.08.2004 | Karl Berger         | Regionalliga Ost           |
| 01.09.2004 | 31.12.2005 | Peter Flicker       | Regionalliga Ost (Abstieg) |
| 01.01.2006 | 30.06.2007 | Werner Gössinger    | Landesliga Wien (Aufstieg) |
| 01.07.2007 | 30.06.2008 | Damir Canadi        | Regionalliga Ost           |
| 01.07.2008 | 26.08.2008 | Dominik Thalhammer  | Regionalliga Ost           |
| 26.08.2008 | 15.11.2008 | Peter Seher         | Regionalliga Ost           |
| 15.11.2008 | 08.05.2010 | Andreas Ogris       | Regionalliga Ost           |

| von        | bis        | Trainer                          | Liga                                     |
| ---------- | ---------- | -------------------------------- | ---------------------------------------- |
| 08.05.2010 | 30.06.2010 | Damir Canadi                     | Regionalliga Ost                         |
| 01.07.2010 | 17.10.2011 | Christian Prosenik               | Regionalliga Ost                         |
| 17.10.2011 | 21.04.2015 | Hans Kleer                       | Regionalliga Ost (Aufstieg) / Erste Liga |
| 22.04.2015 | 23.09.2015 | Peter Pacult                     | Zweite Liga                              |
| 23.09.2015 | 07.01.2016 | Thomas Flögel                    | Zweite Liga                              |
| 07.01.2016 | 03.12.2016 | Jürgen Halper                    | Zweite Liga                              |
| 03.01.2017 | 24.04.2017 | Franz Maresch                    | Zweite Liga                              |
| 27.04.2017 | 13.06.2017 | Dominik Glawogger & Horst Gruber | Zweite Liga                              |
| 13.06.2017 | 12.03.2018 | Thomas Eidler                    | Zweite Liga                              |
| 15.03.2018 | 30.06.2018 | Mario Handl                      | Zweite Liga                              |
| 01.07.2018 | 29.11.2018 | Oliver Oberhammer                | Zweite Liga                              |
| 06.12.2018 | 16.05.2019 | Andreas Heraf                    | Zweite Liga                              |
| 16.05.2019 | 02.06.2020 | Mario Handl                      | Zweite Liga                              |
| 02.06.2020 | 31.07.2020 | Lukas Fischer & Alexandar Gizow  | Zweite Liga                              |
| 01.08.2020 | 31.12.2020 | Miron Muslić                     | Zweite Liga                              |
| 01.02.2021 | 16.04.2021 | Roman Ellensohn                  | Zweite Liga                              |
| 16.04.2021 | 08.06.2021 | Mitja Mörec & Alexandar Gizow    | Zweite Liga                              |
| 08.06.2021 | 05.07.2025 | Mitja Mörec                      | Zweite Liga                              |

## Österreichische Nationalspieler des Floridsdorfer AC
- Marko Arnautović (Jugend)
- Franz Biegler: 1 Länderspiel 1918 (FAC)
- Josef Chloupek: 2 Länderspiele von 1928 bis 1931 (FAC)
- Gustav Deutsch: 1 Länderspiel 1916 (FAC)
- Josef Deutsch: 3 Länderspiele von 1916 bis 1919 (FAC)
- Robert Dienst (1942–1948, 1968)
- Viktor Hierländer (1915–1919)
- Ferdinand Humenberger: 2 Länderspiele 1918 (FAC)
- Karl Humenberger: 1 Länderspiel 1928 (FAC)
- Trifon Iwanow (1998–2001): 75 Länderspiele für Bulgarien 1988–1998
- Karl Jiszda: 11 Länderspiele und 7 Tore von 1921 bis 1927 (FAC); 1915–1930 beim FAC
- Auguste Jordan (1932–1933): 16 Länderspiele für Frankreich 1938–1945
- Robert Juranic: 6 Länderspiele und 3 Tore von 1926 bis 1928 (FAC); 1922–1932 beim FAC
- Karl Kerbach: 1 Länderspiel 1946 (FAC)
- Gustav Kraupar: 9 Länderspiele von 1915 bis 1918 (FAC)
- Johann Kraus: 1 Länderspiel und 1 Tor 1916 (FAC)
- Mario Majstorović (1996–2003)
- Johann Müller: 2 Länderspiele 1945 (FAC); 1933–1936 und 1938–1954 beim FAC
- Karl Neubauer: 7 Länderspiele und 2 Tore von 1919 bis 1921 (FAC)
- Ernst Ocwirk: 62 Länderspiele und 6 Tore von 1945 bis 1962 (FAC 2; FK Austria Wien 60)
- Peter Pacult (Jugend)
- Jürgen Patocka (1999–2001)
- Peter Platzer: 31 Länderspiele von 1931 bis 1937 (FAC 7; SK Admira Wien 24)
- Heinrich Plhak: 4 Länderspiele von 1913 bis 1916 (FAC 3; Wiener AC 1)
- Franz Radakovics: 1 Länderspiel 1933 (FAC)
- Rudolf Seidl: 8 Länderspiele und 1 Tor von 1920 bis 1928 (FAC 2; Vienna 6)
- Otto Walzhofer: 13 Länderspiele und 3 Tore von 1950 bis 1957 (FAC 1; Vienna 12); 1947–1950 beim FAC
- Friedrich Weiss: 1 Länderspiel 1919 (FAC)

## Sektion Frauenfußball
Der Floridsdorfer AC und der USC Landhaus Wien gründeten 2022 die Spielgemeinschaft SG FAC/USC Landhaus Wien und spielen in der Saison 2022/23 in der 2. Frauenliga.